# Scheloribates elegans
Scheloribates elegans är en kvalsterart som beskrevs av Hammer 1958. Scheloribates elegans ingår i släktet Scheloribates och familjen Scheloribatidae. Inga underarter finns listade i Catalogue of Life.